# Alejandro Landes
Pour les articles homonymes, voir Landes.
Alejandro Landes est un réalisateur, scénariste, producteur et journaliste colombo-équatorien, né en 1980 à São Paulo en Sudeste (Brésil).

## Biographie
Alejandro Landes Echavarría est né à São Paulo d'une mère colombienne et d'un père équatorien. Il entre en tant qu’étudiant en économie politique à l’université Brown de Providence (Rhode Island), d’où il sort diplômé en 2003.
Avant de devenir réalisateur, il travaille comme assistant producteur pour la série télévisée Oppenheimer presenta, une émission hebdomadaire. Il écrit également pour le journal The Miami Herald,.
Son premier film Cocalero est présenté au festival du film de Sundance. Son deuxième film Porfirio est sélectionné dans la catégorie « Quinzaine des réalisateurs » au festival de Cannes. Son troisième film Monos est présenté au festival du film de Sundance, où il remporte le prix du jury du meilleur film étranger.

## Filmographie

### Films
En tant que réalisateur, scénariste et producteur
- 2007 : Cocalero (documentaire)
- 2011 : Porfirio
- 2019 : Monos

### Série télévisée
En tant que producteur
- 2003 : Oppenheimer presenta (assistant producteur)